# Nessma TV
Nessma TV (arabisch قناة نسمة, DMG Qanāt Nasama) ist ein kommerzieller tunesischer Fernsehsender, der in erster Linie im Maghreb (Tunesien, Marokko, Algerien, Libyen und Mauretanien) empfangen wird. Das italienische Medienunternehmen Mediaset besitzt einen Anteil von 25 %. Alle ausgestrahlten Programme besitzen Untertitel in Französisch oder Maghreb-Arabisch. Nessma TV strahlt unter anderem die arabische Variante von Who Wants to Be a Millionaire? (Man sa-yarbah al-Malyun / من سيربح المليون) aus sowie Star Academy Maghreb, die arabische Version des Endemol-Formats Star Academy (in Deutschland unter dem Namen Fame Academy produziert).

## Persepolis-Affäre
Im Oktober 2011, kurz vor den ersten demokratischen Wahlen des Landes, wurde in ganz Tunesien gegen Nessma TV protestiert, nachdem der Sender den französisch-iranischen Animationsfilm Persepolis ausgestrahlt hatte; in dem Film erscheint Gott in dem Traum eines Mädchens als älterer bärtiger Mann. Nach den Protesten griffen ca. 50 Männer das Haus des TV-Unternehmers und Senderchef Nabil Karoui mit Molotowcocktails an, zudem sollen 300 Demonstranten nach Angaben des Innenministeriums die Absicht gehabt haben, den Sitz des Senders zu attackieren; bei den Angreifern soll es sich um Salafisten gehandelt haben. Der Leiter von Nessma TV berichtete von Beschimpfungen und Aufrufen zum Mord an Journalisten des Senders über Facebook. Nessma TV kündigte daraufhin eine Wiederholung des Films an und realisierte dies auch, was zu erneuten Protesten führte.
Die gemäßigt-islamistische Partei Ennahda distanzierte sich zwar offiziell von den gewaltsamen Protesten. Inoffiziell lassen sie die Salafisten aber immer wieder ungestraft gewähren um Journalisten oder politische Gegner einzuschüchtern.
Die Mehrheit der Tunesier soll sich allerdings für eine Schließung des Senders aussprechen.

## Sendungen
- Bab al-Hara
- Cold Case – Kein Opfer ist je vergessen
- Desperate Housewives
- Dr. House
- Gilmore Girls
- Grey’s Anatomy
- Die Husseins: Im Zentrum der Macht